# Tiriós Airport
Tiriós Airport är en flygplats i Brasilien.   Den ligger i kommunen Óbidos och delstaten Pará, i den norra delen av landet, 2 200 km norr om huvudstaden Brasília. Tiriós Airport ligger 344 meter över havet.
Terrängen runt Tiriós Airport är platt. Trakten runt Tiriós Airport är nära nog obefolkad, med mindre än två invånare per kvadratkilometer.. Det finns inga samhällen i närheten. 
Trakten runt Tiriós Airport består i huvudsak av gräsmarker.